# 다이 슈링크
다이 슈링크(die shrink)는 반도체 소자, 주로 트랜지스터의 단순 반도체 공정을 가리킨다. 다이를 축소하는 작업은 일반적으로 리소그래피 노드의 발전을 포함하는 고급 제조 공정을 사용하여 다소 동일한 회로를 생성한다. 이는 프로세서에 대한 주요 아키텍처 변경이 없기 때문에 연구 개발 비용을 낮추는 동시에 동일한 실리콘 웨이퍼 조각에서 더 많은 프로세서 다이를 제조할 수 있어 제품당 비용이 절감되므로 칩 회사의 전체 비용이 절감된다.
다이 슈링크는 삼성, 인텔, TSMC, SK 하이닉스와 같은 반도체 회사와 AMD(이전 ATI 포함), NVIDIA 및 미디어텍과 같은 팹리스 제조업체에서 가격을 낮추고 성능을 높이는 중요한 공정이다.

## 하프 시링크
| 기본 ITRS 노드 | 스톱갭(Stopgap) 하프노드(half-node) |
| -------------- | ----------------------------------- |
| 180 nm         | 150nm                               |
| 130nm          | 110nm                               |
| 90nm           | 80nm                                |
| 65nm           | 55nm                                |
| 45nm           | 40nm                                |
| 32nm           | 28nm                                |
| 22nm           | 20nm                                |
| 16nm           | 14nm                                |
| 11nm           | 10nm                                |

## 같이 보기
- 집적회로